# Мысливченко, Александр Григорьевич
Александр Григорьевич Мысливченко (23 сентября 1924, Сумы, СССР — 13 января 2025, Москва) — советский и российский философ

, специалист по истории зарубежной и отечественной философии, философской антропологии и политической философии, доктор философских наук, профессор. Выступил зачинателем исследований истории философии в Швеции, Дании, Норвегии и Финляндии. С 1958 года работал в Институте философии АН СССР (затем РАН), где в 1973—1990 годах был заведующим сектором. Одновременно в 1973—2004 годах был профессором философского факультета МГУ.

## Биография
Александр Григорьевич родился в 1924 году в селе Виры Сумской области Украинской ССР.
В начале войны окончил среднюю школу и поступил в Харьковский авиационный институт. Вместе с институтом эвакуировался в Казань, откуда был призван в ряды Красной армии. В феврале 1943 года окончил Московскую школу радиоспециалистов и был направлен в действующую армию на фронт. С марта по сентябрь 1945 года служил в 97-м гвардейском миномётном полку на 2-м Украинском фронте в качестве командира отделения радиосвязи управления полка. Принимал участие в боях на Курской дуге, в Корсунь-Шевченковской и Яссо-Кишинёвской операциях, освобождении Венгрии и Румынии. День Победы встретил на переформировании под Балашихой.
В составе сводного полка 2-го Украинского фронта участвовал в первом Параде Победы на Красной площади 24 июня 1945 года. Демобилизовался из армии в конце 1945 года в звании капитана.
Из наградного листа:
Награждён медалью «За отвагу» за то, что «…он в боях за плацдарм на правом берегу р. Днепр, всё время находясь на НП, под обстрелом и авиабомбёжкой организовал бесперебойную связь с дивизионами и штабом полка, умелой работой перекрывая дальности, значительно превышающие инструктивные данные радиостанции».
Из наградного листа:
«Тов. Мысливченко 7 октября 1944 г., находясь на ПНП полка, несмотря на интенсивный артобстрел, непрерывно передавал команды на ОП 3/97 ГМП. В результате залпов 3/97 ГМП за день подавлен огонь 2-х мин.батарей, и 2-х арт.батарей, уничтожено до роты гитлеровцев. Была занята выс.768.
12 октября 1944 года вместе с разведчиками вышел в район выс. 496, где под пулемётным и ружейным огнём противника передал команду на (неразборчиво) по контратакующей пехоте на выс. 496. Залпом 1/97 ГМП в 17.30 отбита контратака, уничтожено 50 гитлеровцев и 2 пулемётных точки с расчётом. Противник оставил выс.496.
Отважная работа командира отделения радио т. Мысливченко, обеспечивавшего связь НП и ПНП с дивизионами, способствовала боевому успеху полка в Карпатской операции.
Тов. Мысливченко достоин правительственной награды — ордена „Красная Звезда“.»
10 ноября 1944 года
В 1946 году поступил в Московский государственный институт международных отношений. После окончания был направлен в МГБ СССР (1951—1953). В 1957 году окончил аспирантуру на кафедре философия. С 1958 года по 2024 год работал в Институте философии Российской академии наук. Был заведующим сектором, ныне ведущий научный сотрудник. Автор более 350 научных трудов по истории зарубежной и отечественной философии, философской антропологии и современным проблемам политологии. Наряду с научно-исследовательской ведёт также педагогическую и военно-патриотическую работу. Доктор философских наук, профессор.
Участвовал в ветеранском движении Москвы. 24 июня 2020 года и 9 мая 2021 года принял участие в Параде Победы на Красной площади.
Награждён орденами Отечественной войны II степени (1985) и Красной Звезды (1944) и медалями «За отвагу», «За победу над Германией», «Ветеран труда», другими медалями и памятными знаками.
Скончался 13 января 2025 года на 101-м году жизни. Похоронен на Химкинском кладбище.

## Сочинения
Участвовал в написании 6-томной «Истории философии», был членом редакционной коллегии и одним из авторов юбилейного научного издания «Ленинизм и философские проблемы современности» (1970). Один из авторов энциклопедии «Русская философия» под редакцией М. А. Маслина.
- Диалектический и исторический материализм / [А. Г. Мысливченко, А. П. Шептулин, Н. И. Азаров и др.; Под общ. ред. А. Г. Мысливченко, А. П. Шептулина]. — 2-е изд., перераб. и доп. — М. : Политиздат, 1988. — 445, [1] с.; 21 см; ISBN 5-250-00244-7 (В пер.)
- «История философии» (в соавторстве)
Мысливченко А. Г. Глава IX. Философская и социологическая мысль в скандинавских странах в период домонополистического капитализма (вторая половина XIX в.) // История философии / Под ред. М. А. Дынника и др.. — М. : Изд-во Акад. наук СССР, 1959. — Т. III. — С. 571—596. — 45 000 экз.
Мысливченко А. Г. § 2. Нидерланды // Глава XV. Философская и социологическая мысль в Бельгии и Нидерландах в эпоху империализма (конец XIX — начало XX в.) / Под ред. М. А. Дынника и др.. — М. : Изд-во Акад. наук СССР, 1961. — Т. V, кн. История философии. — С. 640—648. — 37 000 экз.
Мысливченко А. Г. Швеция. Дания. Норвегия // Глава XVII. Философская и социологическая мысль в странах Северной Европы в условиях монополистического капитализма (конец XIX — XX в.) / Под ред. М. А. Дынника и др.. — М. : Изд-во Акад. наук СССР, 1961. — Т. V, кн. История философии. — 37 000 экз.
- Мысливченко А. Г. Исследование истории философии в скандинавских странах // Вопросы философии. — 1969. — № 8. — С. 181—184.
- Ленинизм и философские проблемы современности / Под общ. ред. М. Т. Иовчука (руководитель автор. коллектива) и В. В. Мшвениерадзе ; АН СССР. Ин-т философии. — М. : Мысль, 1970. — 652 с. — 20 000 экз.
  1. Мысливченко А. Г. Глава XIV. Философские проблемы человека // Ленинизм и философские проблемы современности / Под общ. ред. М. Т. Иовчука (руководитель автор. коллектива) и В. В. Мшвениерадзе ; АН СССР. Ин-т философии. — М. : Мысль, 1970. — С. 410—433. — 652 с. — 20 000 экз.
  2. Иовчук М. Т., Мысливченко А. Г. Заключение // Ленинизм и философские проблемы современности / Под общ. ред. М. Т. Иовчука (руководитель автор. коллектива) и В. В. Мшвениерадзе ; АН СССР. Ин-т философии. — М. : Мысль, 1970. — С. 638—649. — 652 с. — 20 000 экз.

Рецензия: Сафронова Е. А. Коллективный труд "Ленинизм и философские проблемы современности" // Вестник Академии наук СССР. — 1970. — № 1.
- Мысливченко А. Г. Философская мысль в Швеции: Основные этапы и тенденции развития. — Москва : Наука, 1972. — 264 с.; 20 см.
Рецензия: Haiko D. Sovietska monografia о dejinach filozofickeho myslenia vo Svedsku (Советская монография об истории философской мысли в Швеции) // Filozofia. Bratislava. 1972. N 6. (словац.)